# Campeonato Carioca de Futebol Feminino Sub-20 de 2022
O Campeonato Carioca Feminino Sub-20 de 2022 foi a quinta edição desta competição de futebol feminino organizada pela Federação de Futebol do Estado do Rio de Janeiro (FERJ). O torneio começou a ser disputado no dia 6 de agosto e terminou em 18 de outubro. Nesta edição, o Botafogo sagrou-se campeão pela primeira vez, vencendo a decisão contra a Fluminense pelo placar agregado de 3–2.

## Formato e participantes
Nesta edição, o regulamento dividiu o campeonato em quatro fases, sendo uma em formato de pontos corridos e três eliminatórias. Na primeira fase, os participantes foram divididos em grupos, pelos quais os integrantes enfrentaram os adversários da outra chave em jogos de turno único. Após sete rodadas, os quatro primeiros na classificação geral se qualificaram para as semifinais, disputadas entre o clube melhor colocado na primeira fase e o quarto melhor e entre o segundo e o terceiro. Os vencedores avançarão para a final. Esta terceira e última fase foi disputada também em duas partidas, com o mando de campo da última partida para o clube com melhor campanha.
Devido ao não comparecimento em mais de uma partida, as equipes do Ceres e Duque de Caxias foram excluídas do certame, assim os clubes tiveram o restante de seus jogos cancelados e aplicados walkover (3—0). Os 14 participantes foram:
| Equipe          | Cidade          | Participações | Títulos         |
| --------------- | --------------- | ------------- | --------------- |
| America         | Rio de Janeiro  | 1             | —               |
| Bangu           | Rio de Janeiro  | 2             | —               |
| Barcelona-RJ    | Rio de Janeiro  | —             | —               |
| Boavista-RJ     | Saquarema       | —             | —               |
| Botafogo        | Rio de Janeiro  | 1             | —               |
| Ceres           | Rio de Janeiro  | —             | —               |
| Duque de Caxias | Duque de Caxias | 3             | —               |
| Flamengo        | Rio de Janeiro  | 2             | —               |
| Fluminense      | Rio de Janeiro  | 2             | 1 (2021)        |
| Heips           | Rio de Janeiro  | 1             | —               |
| Karanba         | São Gonçalo     | 1             | —               |
| Rio de Janeiro  | Rio de Janeiro  | —             | —               |
| Serra Macaense  | Macaé           | 1             | —               |
| Vasco da Gama   | Rio de Janeiro  | 3             | 2 (2009 e 2019) |

## Resultados
Os resultados das partidas da competição estão apresentados nos chaveamentos abaixo. A primeira fase foi disputada por pontos corridos, com os seguintes critérios de desempates sendo adotados em caso de igualdades: número de vitórias, saldo de gols, número de gols marcados, confronto direto, número de cartões vermelhos recebidos, número cartões amarelos recebidos e sorteio. Por outro lado, as fases eliminatórias consistiram de partidas de ida e volta, as equipes mandantes da primeira partida estão destacadas em itálico e as vencedoras do confronto, em negrito. Conforme preestabelecido no regulamento, o resultado agregado das duas partidas definiram quem avançou à final, que foi disputada por Botafogo e Fluminense e vencida pela primeira equipe, que se tornou campeã da edição.

### Primeira fase (Taça Guanabara)
Grupos
| Grupo A                                                                             | Grupo B                                                                                     |
| ----------------------------------------------------------------------------------- | ------------------------------------------------------------------------------------------- |
| - America - Bangu - Boavista-RJ - Ceres - Flamengo - Rio de Janeiro - Vasco da Gama | - Barcelona-RJ - Botafogo - Duque de Caxias - Fluminense - Heips - Karanba - Serra Macaense |

Classificação geral

### Fases finais
|  | Semifinais      | Semifinais | Semifinais | Semifinais |   |          | Final | Final | Final | Final |
|  |                 |            |            |            |   |          |       |       |       |       |
|  | Botafogo        | 1          | 2          | 3          |   |          |       |       |       |       |
|  | Flamengo        | 0          | 2          | 2          |   |          |       |       |       |       |
|  | Flamengo        | 0          | 2          | 2          |   | Botafogo | 1     | 2     | 3     |       |
|  |                 |            |            |            |   | Botafogo | 1     | 2     | 3     |       |
|  |                 | Fluminense | 1          | 1          | 2 |          |       |       |       |       |
|  | Vasco da Gama   | Fluminense | 1          | 1          | 2 | 1        | 1     | 2     |       |       |
|  | Vasco da Gama   |            |            |            |   | 1        | 1     | 2     |       |       |
|  | Fluminense (mc) | 1          | 1          | 2          |   |          |       |       |       |       |